# Na srebrnym globie. Rękopis z Księżyca
Na srebrnym globie. Rękopis z Księżyca – powieść fantastyczno-naukowa Jerzego Żuławskiego, wydana po raz pierwszy przez Towarzystwo Wydawnicze S. Sadowski we Lwowie w 1903 roku. Jest pierwszą częścią Trylogii księżycowej, do której należą też powieści Zwycięzca z 1910 oraz Stara Ziemia z 1911 roku.

## Treść
Powieść ma formę pamiętnika jednego z uczestników wyprawy na Księżyc. Międzynarodowa ekipa naukowców po dostaniu się na Srebrny Glob chce sprawdzić hipotezę, że jego niewidoczna z Ziemi półkula jest zasobna w tlen i nadaje się do zasiedlenia. Zamknięci w specjalnym pojeździe przedzierają się przez księżycowe szczyty górskie i przepaście. Podróż ta staje się parabolą zmagań człowieka z jego słabościami, a poprzez podkreślenie oddalenia go od macierzystej Ziemi, kultury i cywilizacji może być traktowana jako metafora losów jednostki zdanej na siebie w ramach izolowanej mikrogrupy społecznej.
Podróż kończy się śmiercią części z uczestników wyprawy. Grupka ocalałych dociera w końcu na drugą, nadającą się do życia półkulę Księżyca i zakłada na niej kolonię opartą na idei egalitaryzmu społecznego. Jednak natura ludzka okazuje się nieubłaganą: potomkowie osadników wskutek prawa doboru naturalnego w warunkach chowu wsobnego (wszyscy pochodzą od jednej matki) oraz zmniejszonego ciążenia ulegają stopniowo degeneracji fizycznej, dziedziczą również głównie negatywne cechy osobowości. Mimo korzystnych warunków naturalnych nie tworzą na Księżycu raju, lecz hierarchiczne społeczeństwo oparte na zniewoleniu.
Żuławski rozszerza pozytywistyczne ideały wiedzy i poznania o pojęcie metafizycznego niepokoju, nabierające znaczenia wobec grozy niezbadanych przestrzeni kosmosu. Żądza poznania, choć wsparta nowoczesną technologią, skazuje człowieka na przegraną z siłami natury. Autor przedstawia również proces tworzenia się od podstaw nowej religii opartej na micie założycielskim.

## Ekranizacja
W 1987 roku powstała adaptacja filmowa trylogii powieściowej pod tytułem Na srebrnym globie. Reżyserem filmu był Andrzej Żuławski, stryjeczny wnuk pisarza.